# Hazal Subaşı
Hazal Subaşı (* 2. Mai 1995 in Izmir) ist eine türkische Schauspielerin und Model.

## Leben und Karriere
Subaşı wurde am 2. Mai 1995 in Izmir geboren. Sie studierte an der İzmir Ekonomi Üniversitesi. 2015 nahm sie an Miss Turkey teil und wurde dritte.
Ihr Debüt gab sie 2016 in der Fernsehserie Adını Sen Koy. Danach spielte sie in Halka die Hauptrolle. Ihren Durchbruch hatte sie 2019 in der Serie Çukur. 2022 bekam sie in Hot Skull die Hauptrolle.

## Filmografie
- 2016–2018: Adını Sen Koy
- 2018: Bir Umut Yeter
- 2019: Halka
- 2019–2021: Çukur
- 2021: Bizi Ayıran Çizgi
- 2022–2023: Kasaba Doktoru
- 2022: Hot Skull
- 2023–2024: Dilek Taşı
- seit 2024: Sahipsizler

## Auszeichnungen
- 2018: Kıbrıs Havadis Medya Ödülleri in der Kategorie „Beste Schauspielerin des Jahres“[3]
- 2022: 26. Altın Objektif Ödülleri in der Kategorie „Beste Schauspielerin des Jahres in einer Fernsehserie“